# Môle (rivière)
Pour les articles homonymes, voir Mole.
La Môle est une rivière française qui coule dans le département du Var. Elle prend sa source dans le massif des Maures au col de Gratteloup (commune de Bormes-les-Mimosas) et, après un cours à peu près rectiligne vers l'est-nord-est, se jette dans la Giscle, en rive droite, peu avant Port Grimaud.
Avant de prendre ce nom lors de la traversée du village de La Môle, elle s'appelle « rivière des Campaux » en amont et « vallon de Gratteloup » à sa source. Elle reçoit de très nombreux vallons et ruisseaux. Son principal affluent est la Verne qui naît aux limites de Collobrières et de Bormes-les-Mimosas.

## Affluents
La Môle compte 20 affluents référencés ainsi que de nombreux autres au cours très irrégulier.
- Vallon de Roussel
- Vallon du Cros des Moutons
- Vallon de la Citadelle
- Vallon du Fumas
- Vallon du Mistral
- Vallon du Labade
- Vallon des Caunes
- Ruisseau de Bargean
- Vallon des Campaux
- Ruisseau de la Femme Morte
- Vallon de Sauve Redone
- Ruisseau de Boudon
- Vallon des Pradets
- Vallon de la Cadenière
- Ruisseau de Font Freye
- Vallon de la Siouvette
- La Verne
- Ruisseau de Carian
- Ravin du Jas
- Ruisseau du Canadel

## Parcours
- Bormes-les-Mimosas
- La Môle
- Cogolin